# West Sunbury, Pennsylvania
West Sunbury là một thị trấn thuộc quận Butler, tiểu bang Pennsylvania, Hoa Kỳ. Năm 2010, dân số của thị trấn này là 192 người.